# Chrysoteuchia diplogrammus
Chrysoteuchia diplogrammus là một loài bướm đêm trong họ Crambidae.